# Vrekkem

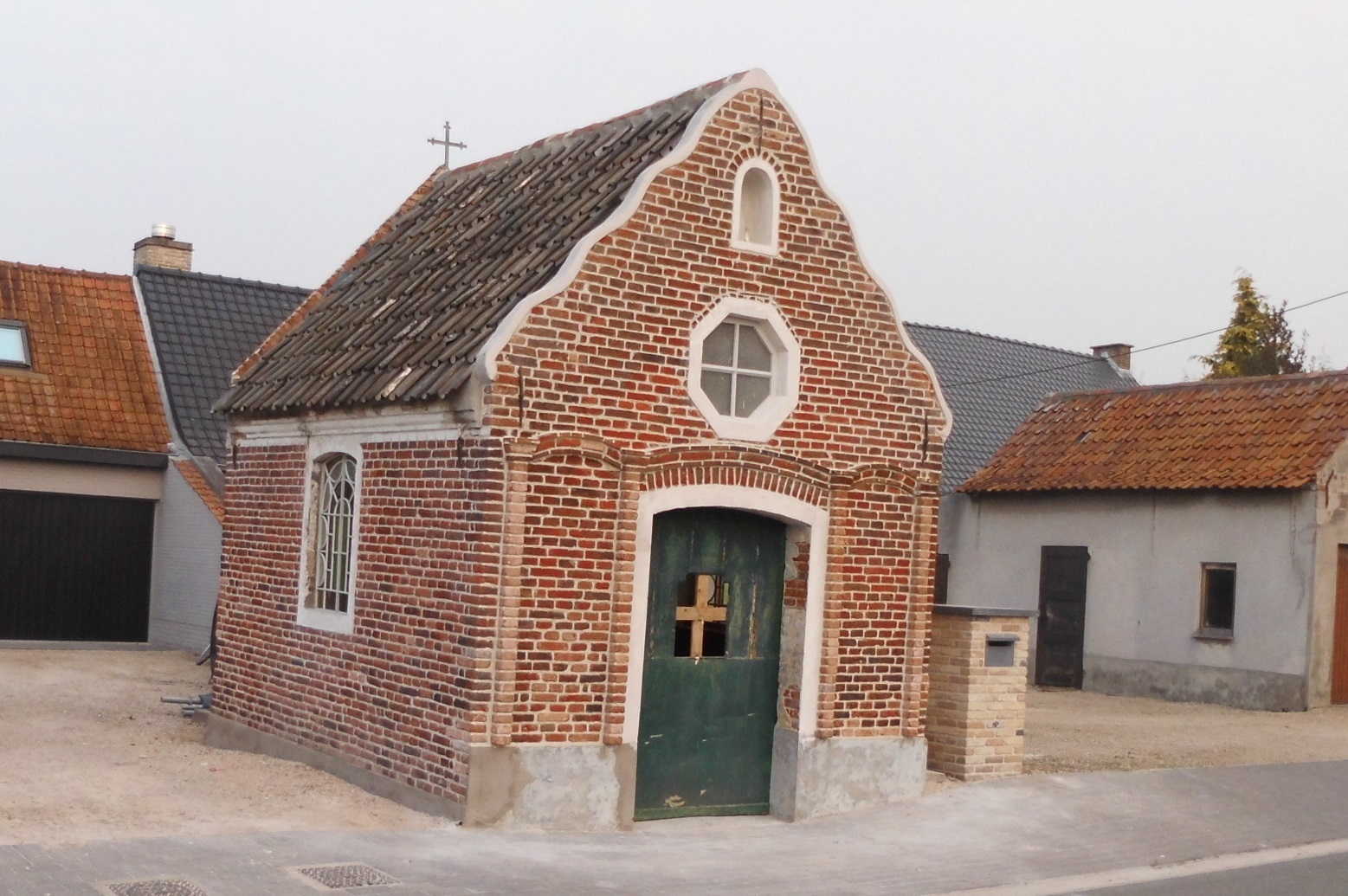
Kapelletje van Vrekkem.

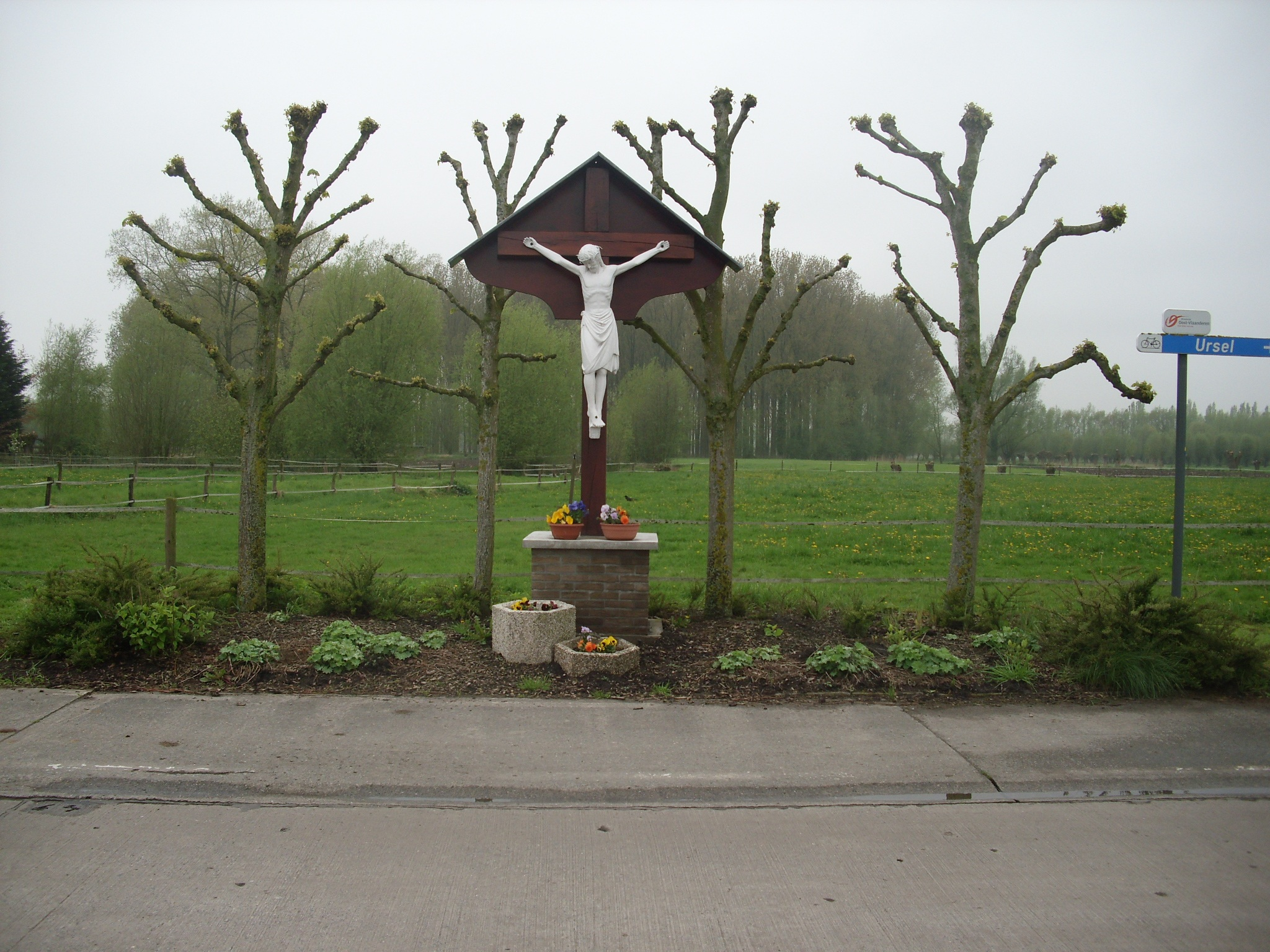
Kruisbeeld.

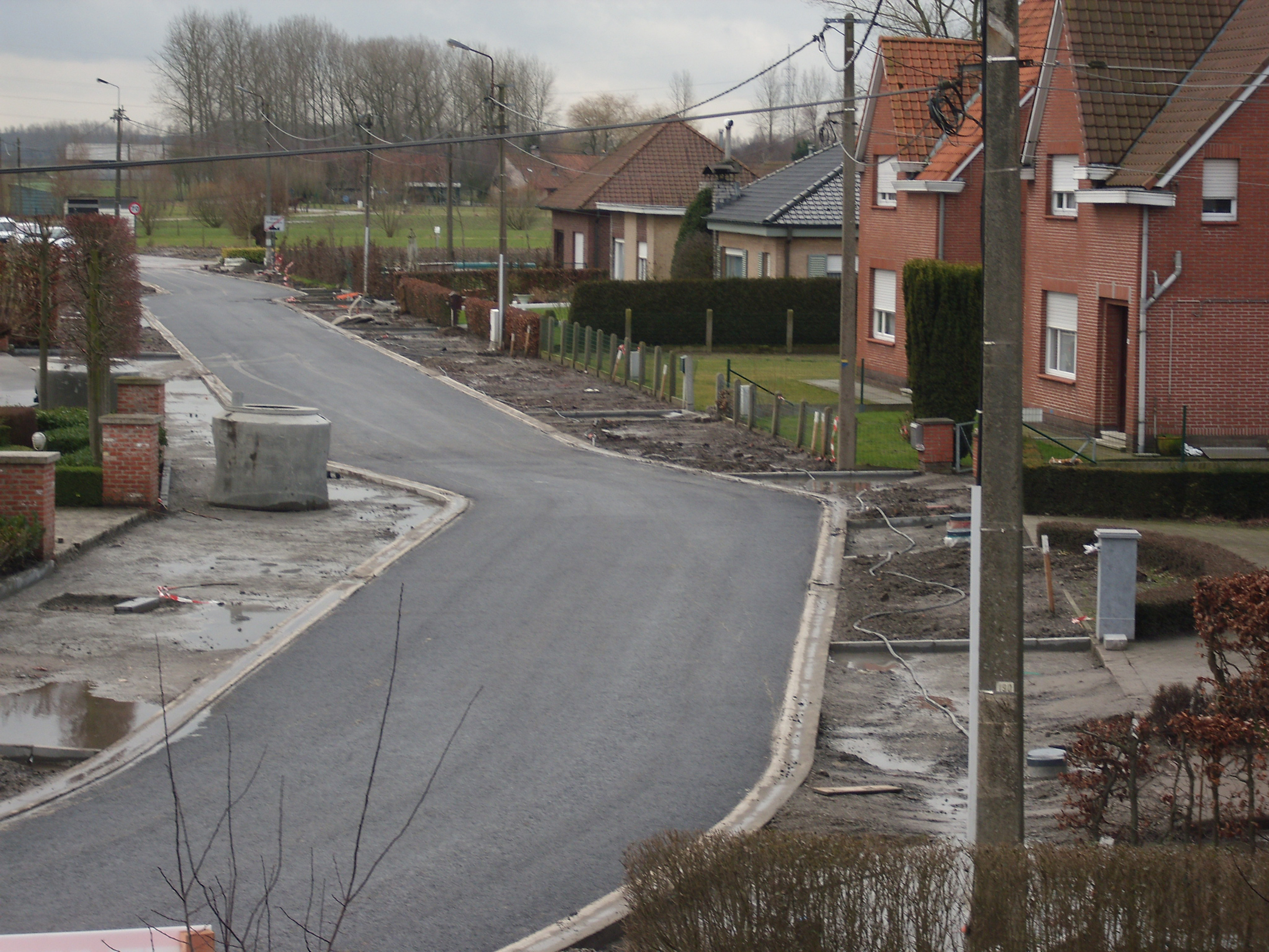
Bij de heraanleg in 2010 opteerde men voor asverschuivingen in de rijweg.

Vrekkem is een wijk en straat in Ursel, deelgemeente van Aalter in Oost-Vlaanderen. De Vrekkemstraat is de centrale as van een reeks zijstraten en is ongeveer 2 kilometer lang.
De Vrekkemstraat begint op het zuidelijk deel van het dorp en loopt zuidwaarts. Eerst volgt de straat een tijdje de Dorpsbeek tot aan het kapelletje, daar trekt de beek de velden in. De straat loopt verder tot aan de grens met Aalter en noemt daar Oostmolen-Noord om te eindigen aan het Kanaal Gent-Brugge. Daar lag tot 2008 een overzetbootje - enkel voetgangers en tweewielers - bediend door de uitbaters van café Overzet, eens aan de overkant kon men verder richting Aalter. In 1375 was er daar melding van de Oostmolenbrug maar deze is in de 17de eeuw verdwenen door de telkenmale verbreding van de waterweg die vroeger de Hoogkale noemde. 

## Benamingen
In de volksmond noemde de Vrekkemstraat in het verleden afwisselend weleens Vrekkemse kerkweg, Engelstraatje of het straatje Beneeën, waarschijnlijk omdat het licht afliep richting Kalebrug naar Aalter. Engelstraatje omwille van de herberg de Engel, die stond op de hoek met de Rozestraat (richting Zomergem). Aanvankelijk een hofstede die zo genoemd werd, vanaf 1690 als herberg. In de Franse tijd noemde de straat Chemin d'Aeltre. Tot de jaren '60 noemde de Vrekkemstraat - samen met de zijstraten - nog Vrekkem.
In 1972 werd de straat een betonweg maar tot dan was het een kasseistraat. In 2009 en 2010 werd de straat vanaf het Dorp tot aan de Saluinstraat gerenoveerd. Er kwam een gescheiden rioleringsstelsel en een nieuw wegdek. Ter hoogte van de zijstraat Buntstraatje kan men zien dat de grond er heel wat lager ligt. Dit komt door de mergelwinning van eeuwen geleden, grondstof die diende als kalkbemesting of bouwsteen.

## Zijstraten
Een naamloze voetwegel die naar de wijk Wallekens loopt, Sint-Joris-Wegel, Schoolstraat, IJzeren Hand, Nederstraat, Bunt- of Boomstraatje (verharde aardeweg), Saluinstraat, Kruisstraat, Hoeksken en Heirstraat.

## Plaatselijk verkeer
De Vrekkemstraat is eerder een rustige straat en dit o.a. wegens het ontbreken van een brug ter hoogte van Oostmolen-Noord. Mocht de overzet ooit vervangen worden door een brug dan zou het intergemeentelijk verkeer tussen Ursel en Aalter intensief gebruikmaken van deze weg. De overzetdienst is gestopt op 30 juni 2008 en zolang er geen nieuwe bruggen komen die eventueel de verschillende Kmo-zones in Aalter met elkaar verbinden wordt het omrijden langs Aalter of Bellem.
Onderweg zijn er twee devotieplaatsen, telkens met een onduidelijke oorsprong. Het in 2014 gerestaureerd kapelletje en op de splitsing met de Kruisstraat een kruisbeeld. Het betreft hier een nieuw exemplaar want het oude hangt nu in de Sint-Madarduskerk van Ursel.
Er is bijna geen economische bedrijvigheid in de straat, alleen wat landbouwbedrijven en tot 2018 één winkel. Voor de rest heeft de straat een residentiële functie.
Deelgemeenten: Aalter · Bellem ·  Knesselare · Lotenhulle · Poeke · Ursel

Overige dorpen, gehuchten en straten: Aaltebei · Aalter-Brug · Bellembrug · Buntelare · De Plaats · Eentveld · Karmenhoek · Lange Dronk · Loveld · Maria-Aalter · Onderdale · Overleie · Stationsstraat · Stuivenberg · Vinken · Vrekkem · Westvoorde

Belgische gemeenten · Arrondissement Gent · Oost-Vlaanderen · Vlaanderen